# Stare Leśno
Stare Leśno (deutsch Alt Leese) ist ein Dorf in der polnischen Woiwodschaft Westpommern. Das Dorf bildet einen Teil der Gmina Police (Stadt- und Landgemeinde Pölitz) im Powiat Policki (Pölitzer Kreis). Stare Leśno liegt etwa 11 Kilometer nördlich von Stettin (Szczecin) und etwa 6 Kilometer südwestlich von Police (Pölitz).

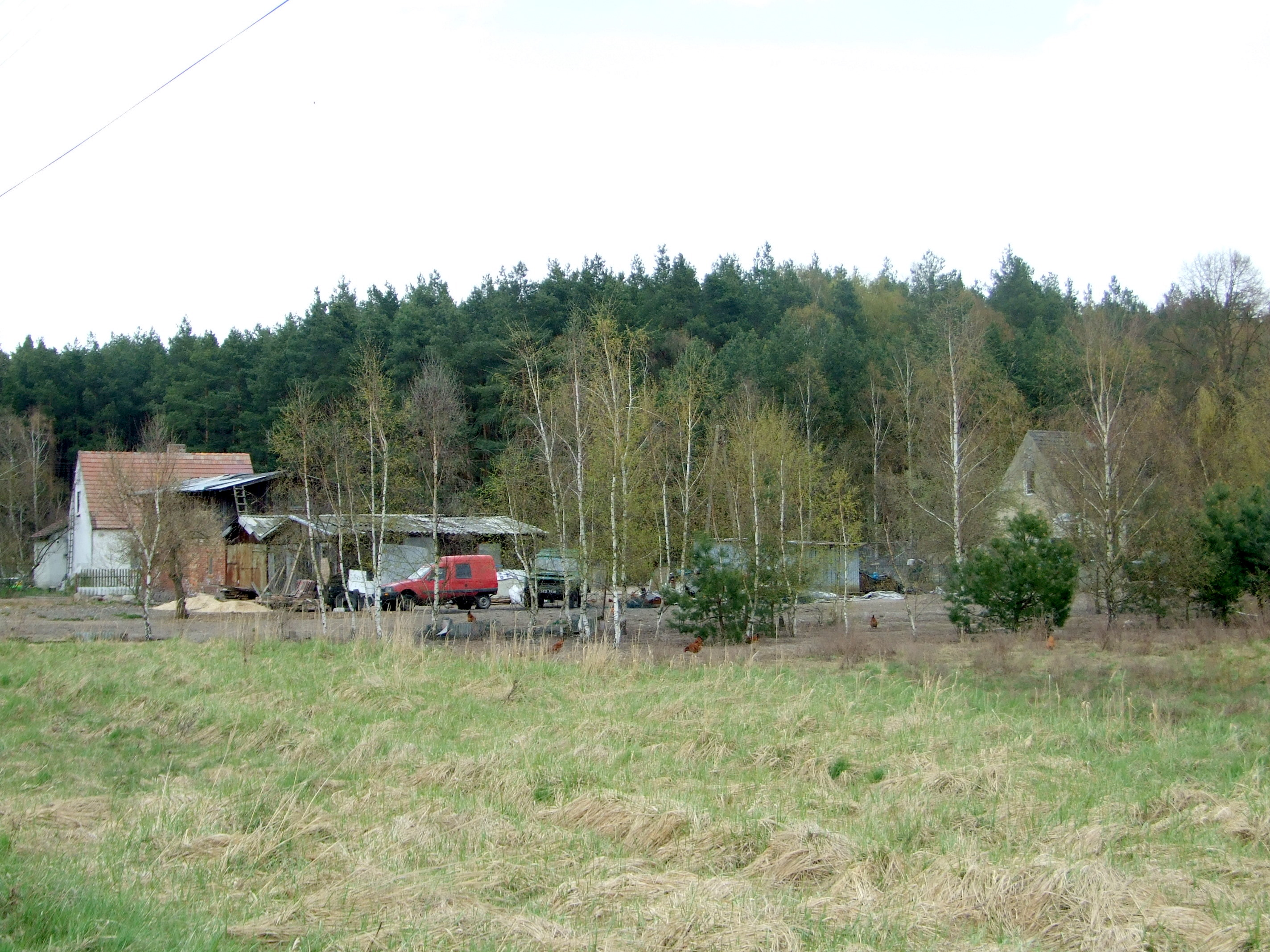
Blick auf ein Haus in Stare Leśno